# Czerwieniec (wzgórze)
Czerwieniec (dawniej Kozłowa Góra) – zalesione wzgórze o wysokości 380,3 m n.p.m. na Wyżynie Krakowsko-Częstochowskiej.
Znajduje się w Lesie Zwierzyniec na Garbie Tenczyńskim w województwie małopolskim, pomiędzy miejscowościami Tenczynek (na jego terenie administracyjnym) a Nawojowa Góra w gminie Krzeszowice na Szlaku Dawnego Górnictwa.
Mieści się tutaj geologiczne stanowisko dokumentacyjne na terenie dawnego kamieniołomu piaskowca .